# 樟雪盾介殼蟲
樟雪盾介殼蟲（学名：Chionaspis cinnamomicola）为盾介殼蟲科雪盾介殼蟲屬下的一个种。